# Taluwa
Taluwa (nep. तलुवा) – gaun wikas samiti we wschodniej części Nepalu w strefie Sagarmatha w dystrykcie Okhaldhunga. Według nepalskiego spisu powszechnego z 2001 roku liczył on 408 gospodarstw domowych i 2207 mieszkańców (1199 kobiet i 1008 mężczyzn).